# 香港關機
《香港關機》，是香港作家喬靖夫於2012年出版的科幻小說。故事講述因生化病毒在香港蔓延而導致整座城市被外界切斷聯繫，任由香港人自生自滅。該作原於2010至2011年間在《信報》副刊連載，因廣受好評而在翌年實體出版，並在2015年推出改編漫畫。

## 情節
201X年某夜，整個香港在無預警下突然斷電。宅男阿傑等大部份市民初時以為只是停電，但翌日全市依然處於停擺狀態。弄清狀況的人民明白香港已經陷入癱瘓，開始搶奪物資，也有人試圖逃離香港，但在邊境被軍隊射殺。阿傑穿越紅磡海底隧道到香港島，發現一輛軍機墜毀在銅鑼灣崇光百貨外，大量印有放射性符號的鐵罐散落一地。記者老馬在港島區四出調查香港停止運作的原因，並將此狀態命名為「大關機」。他在舊立法會大樓外遇到阿傑，阿傑對他的調查很感興趣，老馬遂將他的研究成果如實告知，指出那些放射性鐵罐裝有一種會影響人類情緒的病毒。阿傑隨即發難，卻反被老馬擊殺，並揭示原來早前阿傑在接觸軍機時已經感染。
Rachel為了尋找物資而前往由梁牧師帶領的「光華教會」，卻發現他們是一個吃人肉的邪教組織。後來，一名大學教授試圖號召港島區居民放棄暴力來向世界證明香港人沒有被病毒影響，反被梁牧師煽動民眾進攻九龍。教授被暴民拖走處決前將放射性病毒的資料交給Rachel，而Rachel亦在老馬的捨身掩護下突破邊境防線。在九龍的吉仔和尤叔成功製造一台通訊裝置，並在暴力團老大龍哥的陪同下一起向外界發送求救信號，成功聯絡一個白俄羅斯黑客集團。然而，有軍機隨即炸毀了他們架設的遙距發射點。他們又試了幾次，但每次他們的所在地都會被轟炸，更在最後一次險些喪命。爬出瓦礫堆的三人剛好遇上從港島來的Rachel，得知港島人即將來襲，遂聯繫所有九龍人組成聯盟軍防禦。九龍人卻因害怕Rachel會傳播病毒而將她隔離，只有吉仔對她釋出善意並時常探望她。
香港內戰爆發，「光華聯合軍」打算穿過海底隧道進攻，但由於隧道內的通風系統不再運作，導致大批士兵缺氧死在隧道內。港島區遂改變策略，打算集合船隻渡過維港。然而，龍哥命令吉仔利用模型船搭載通訊裝置，駛到敵方艦隊中央再發送訊號，吸引軍機前來轟炸，最終整支艦隊在炮轟下全軍覆沒。「九龍聯盟」在聖誕節時反攻，元氣大傷的「光華聯合軍」宣佈投降，而梁牧師被憤怒的港島暴民吊死。「九龍聯盟」接管港島區後出現物資短缺問題，盟主龍哥提出「資源分配計劃」，表面上要求居民交出物資，由中央分配，但暗地裡派人屠殺港島區居民，以減少人口。港島人很快便發現不妥，旋即起義，與聯盟軍爆發衝突。
與此同時，新界人一直試圖突破九龍區的防線，但由於聯盟軍都在港島區平亂，邊境居民只得自發防衛。然而，他們很快便發現新界居民沒有惡意，他們只是在得知「九龍聯盟」曾利用炮火擊沉港島艦隊後想借用該技術轟炸邊境並突破防線。龍哥假意答允，但其實吉仔在內戰擊沉敵方艦隊後便發了瘋，只有在Rachel的陪伴下才維持平靜，無法再使用通訊裝置。在「大關機」第51週的某夜，九龍區和港島區突然恢復供電，且有軍機空投疫苗。龍哥深怕會因戰爭罪行而被追究，遂派手下將尤叔等幹部悉數殺害，並親自前往暗殺Rachel，試圖將所有罪名推給發瘋的吉仔，但聯合國維和部隊及時趕到並阻止了龍哥。
歷經「大關機」後的香港僅餘二萬餘人，聯合國解釋是因恐怖份子空運生化武器時在香港墜毀並造成洩漏，對軍機和放射物隻字不提。然而，白俄羅斯黑客集團在網上發佈了Rachel手上的資料，更揭發原來中國早就已研發疫苗，但故意利用香港進行生化實驗而不施以援手，隨後亦宣佈放棄重建香港，將重新規劃成讓企業租用進駐的商業區。而在事件中生還的吉仔被中國軍方企業招攬，Rachel則以伴侶身份陪同。二人在機場準備登機時遇上龍哥。龍哥以軍機和放射物為美國所有的情報與美方談判，被免除所有罪名且獲得美國居留權。他親切地與Rachel道別，留下驚訝和恐懼的Rachel呆在原地。

## 角色
- Rachel：香港大學學生，運動健將，為了給病重的母親尋找物資而與「光華教會」結怨，並在內戰時逃到九龍聯盟[3]。
- 吉仔：本名吉滴猜，中泰混血兒，擅長數理科目的高材生，與尤叔合作製造通訊裝置。在內戰時殺害敵方主力軍後因創傷後壓力症而發瘋。
- 龍哥：綽號「雙鷹龍」，紮根旺角的黑社會小頭目，在「大關機」初期積極團結手下，成為勢力龐大的暴力團首領，後因在內戰中立功而成為九龍聯盟盟主。
- 尤叔：機械發燒友，育有一女，與吉仔合作製造通訊裝置。在「開機」後被龍哥滅口。
- 老馬：記者，「大關機」時四出調查和採訪，希望能找出關機的原因。在內戰前為了掩護Rachel將資料帶到對岸而被「聯合軍」殺害[3]。
- 梁牧師：在「大關機」後成立以人肉作為聖餐的邪教組織「光華教會」，後煽動港島居民組成「光華聯合軍」。在內戰後被憤怒的港島區暴民吊死[3]。
- 阿傑：宅男，從九龍徒步前往港島打算一睹墜機現場。後在試圖殺害老馬時反遭其用圓珠筆插死[3]。
- 黑仔：求生經驗豐富的軍事迷，阿傑在路上遇上的夥伴。後被其在發病時殘忍殺害[3]。
- 愛群：新移民、單親媽媽，「光華教會」的虔誠教徒。在內戰中穿過海底隧道時缺氧身亡。
- 家輝：原為警察，「大關機」後因持有手槍而成為了九龍聯盟的小頭目，後在指揮「資源分配計劃」時發病，與港島人互相廝殺。

## 創作與出版
由於喬靖夫過往撰寫的小說均非以現今香港作為背景，而他認為身為香港作家應該要創作一本設定於香港的小說，繼而萌生撰寫《香港關機》的念頭。《香港關機》的靈感來源則是來自喬對香港這座富庶和現代化城市的末日想像，例如吃人肉等血腥情節和人類對被孤立的恐懼，而小說封面裡被焚燒的銅鑼灣街道和被轟炸的中環金融大樓在最初設定背景時亦已經在喬的想像之中。故事中除了包含對香港的末日幻想，亦透過小說角色和情節對現今香港的政治風波和人文思潮的起伏動盪作出諷刺和隱喻。《香港關機》於2010至2011年間在《信報》副刊連載，每逢周三連載一章。雖然喬靖夫因寫作速度緩慢而被書迷戲稱為「香江第一遲筆」，但《香》未曾停更，且吸引了大量讀者追看，並因廣受好評而在翌年將單行本結集成書，分別由天行者出版和蓋亞文化在香港和台灣實體出版。2015年，喬聯同香港漫畫家曹志豪一起創作改編漫畫，並在漫畫雙週刊《漫道Battle》上連載，而該作亦被康文署和中英劇團選為2013至2014年度學校藝術培訓計劃「劇讀香港」戲劇創作計劃的改編作品之一。

## 評價與反響
《香港關機》的評價正面，被視為近代香港科幻小說的代表作之一。小說在連載期間吸引了大量讀者追看以及討論劇情，更在網上掀起了關於香港「末世」是什麼樣子的討論風潮，並在實體出版不久便售罄，推出加印版後的銷量依然節節上升。評論家譚劍讚揚該作流露出很強的本土意識:310，而且能令人反思在末世中帶來絕望感的真正原因。此外，譚劍和部份網民在2020年將小說中「大關機」的情形與嚴重特殊傳染性肺炎疫情時中國大陸和香港的封城政策作比較。